# Corps des enquêteurs de la police nationale
 (décembre 2023).
 (juin 2019).
Si vous disposez d'ouvrages ou d'articles de référence ou si vous connaissez des sites web de qualité traitant du thème abordé ici, merci de compléter l'article en donnant les références utiles à sa vérifiabilité et en les liant à la section « Notes et références ».
En France, le corps des enquêteurs de la police nationale est un corps de policiers en civil, créé en 1971, à la suite de la fusion de la Sûreté nationale et de la Préfecture de police de Paris au sein de la police nationale, apparue avec la loi no 66-492 du 9 juillet 1966 portant organisation de la police nationale (voir le Journal Officiel de la République française, numéro du 10 juillet 1966, page 5899).
À l'époque, les gardiens de la paix (corps créé en 1871) et les officiers de paix (corps créé en 1791)  étaient en tenue (en uniforme), tandis que les enquêteurs de police, les inspecteurs de police (créés par le roi Louis XIV en 1709) et les commissaires de police (créés sous Louis XIV)  étaient en civil (en tenue bourgeoise).
La création du corps des enquêteurs, relevant des services actifs de police, visait en fait à augmenter les effectifs de policiers en civil par des personnels faisant fonction d'Inspecteurs, avec une économie budgétaire substantielle pour l'État.

## Fonctions judiciaires de l'enquêteur de police
« Les enquêteurs de la police nationale participent aux missions qui incombent aux services actifs de police. Ils exercent les missions qui leur sont conférées par le code de procédure pénale. Ils sont placés sous l'autorité des commissaires et des inspecteurs de police et agissent conformément à leurs instructions ».
L'enquêteur de police avait la qualité d'agent de police judiciaire, au vu des dispositions de l' article 20 du Code de procédure pénale.
Il pouvait procéder à certains actes de procédure, telles qu'auditions, constatations, interpellations, participation à des perquisitions, excluant la faculté de placer un mis en cause en garde à vue. L'enquêteur de police se situait en tant qu'adjoint à l'inspecteur de police.
Dans les années 1980, par exemple, les gardiens de la paix et les officiers de paix avaient la qualification d'APJA (agent de police judiciaire adjoint), alors que les enquêteurs de police étaient APJ (agents de police judiciaire) et les inspecteurs de police OPJ (officiers de police judiciaire).
Les enquêteurs étaient affectés dans l'une des quatre directions de la police nationale : soit en service de police judiciaire, soit en commissariat de police urbaine, soit dans les services des renseignements généraux, soit au sein de la Direction de la Surveillance du territoire.
Dans les faits, certains enquêteurs de police ont pu exercer des commandements (responsabilité d'un poste ferroviaire, responsabilité d'un bureau de police couvrant un quartier, encadrement d'une unité spéciale de voie publique préfigurant les brigades anti-criminalité).

## Réforme de la Police Nationale
Après certaines réformes, commencées en 1992, le corps des enquêteurs de police a finalement été dissous. Les réformes du 9 mai 1995 ont :
- dissout le corps des enquêteurs de police, selon les dispositions du décret no 95-657 du 9 mai 1995[4].
- créé le corps des officiers de police en réunissant les corps des inspecteurs de police et celui des officiers de paix.

Le corps des officiers de police, corps de commandement et d'encadrement, est devenu un corps de catégorie A de la fonction publique au 1er janvier 2006.

## Reclassement des enquêteurs de police
L'article 17 du décret no 95-657 du 9 mai 1995 portant statut particulier du corps de maîtrise et d'application de la police nationale prévoyait le reclassement dans le nouveau corps de maîtrise et d'application. En complément de cette mesure structurelle, les enquêteurs de police ont pu à cette époque bénéficier d'une passerelle pour intégrer l'école des officiers et devenir lieutenants de police.
En 1995, il y avait 4 500 enquêteurs de police en activité. 450 soit un dixième du corps a pu accéder au grade d'élève officier de police en intégrant les 1re, 2e et 3e promotion d'élèves officiers de police en fonction de leur classement à un concours spécifique,  avec des épreuves particulières à vocation professionnelle. Les autres enquêteurs - soit 90 % des effectifs - ont été intégrés dans le corps de maîtrise et d'application, aux trois grades suivants: 
- gardien de la paix ;
- brigadier de police ;
- brigadier-major de police.

## Correspondance des grades et devenir des personnels
Le reclassement s'est effectué en fonction de barèmes prévus par le décret du 9 mai 1995, prévoyant des dispositions transitoires publiées au Journal Officiel no 109 du 10 mai 1995, pages 7706 à 7709, reprenant les échelons et répartissant les enquêteurs de police dans les trois grades du corps de maîtrise et d'application. 
Par exemple, pour un enquêteur de police à l'échelon ayant exercé des fonctions de responsable d'une unité locale de police, l'équivalence était celle d'un brigadier-major, responsable d'unité locale de police .
Les fonctionnaires du corps des enquêteurs de police occupant à la date de publication du décret du 9 mai 1995 des fonctions en civil ont pu continuer à les exercer, sauf demande contraire de leur part, pendant toute la durée de leur carrière (article 24).

## Cas des anciens enquêteurs, devenus majors RULP
Certains enquêteurs, peu nombreux, sont devenus majors, responsables d’unité locale de police, avec des missions  de commandement.
Ils ont été créés  lors de la réforme des corps et carrières de la police de mai 2005 (avec application au 1 er janvier 2006) pour se substituer aux lieutenants de police dans le cadre de la déflation prévue du nouveau corps des officiers de police, qui était alors la réunion des 18 000 anciens inspecteurs de police et 1 800 anciens officiers de paix.
Ils portent les mêmes insignes de grade que les majors surmonté d'un losange blanc. 
Un major de police « responsable d'unité locale de police » ou RULP, a des fonctions équivalentes à un officier de police.
La paye mensuelle d'un major RULP - qui est inscrite sur le bulletin de paye, fourni chaque mois par les services de rémunération de la police nationale-  est de plus de 3 000 euros net, équivalent à celui d'un jeune capitaine,.